# Uredo heliconiae
Uredo heliconiae é uma espécie  do gênero Uredo.  